# Коюнлиев, Гарли
Гарли́ Коюнли́ев (1929 год, с. Гурбанмаммет, Казанджикский район, Туркменская ССР) — старший чабан колхоза «Казанджик» Казанджикского района, Туркменская ССР. Герой Социалистического Труда (1965).

## Биография
Родился в 1929 году в крестьянской семье в селе Гурбманмаммет Казанджикского района (ныне — Берекетский этрап Балканского велаята).
Окончил местную начальную школу. С 1946 года — чабан колхоза «Казанджик» Казанджикского района Красноводской области (позднее — Ашхабадская область). В последующие годы возглавлял бригаду чабанов в этом же колхозе.
Бригада под его руководством, соревнуясь с бригадой старшего чабана этого же колхоза Мереда Караханова, ежегодно добивалась высоких трудовых результатов в овцеводстве и занимала передовые места в социалистическом соревновании среди животноводов Казанджикского района. Указом Президиума Верховного Совета СССР от 16 марта 1965 года удостоен звания Героя Социалистического Труда за «выдающиеся заслуги в развитии сельского хозяйства, промышленности и науки Туркменской ССР» с вручением ордена Ленина и золотой медали «Серп и Молот» (№ 8922).
В последующие годы бригада ежегодно выполняла колхозный план по выращиванию ягнят и сдаче шерсти. По итогам 1976 года был награждён орденом Трудового Красного Знамени.
Проживал в родном селе Гурбанмаммет. С 1989 года — персональный пенсионер союзного значения.
Награды
- Герой Социалистического Труда
- Орден Ленина
- Орден Трудового Красного Знамени (25.12.1976)
- Мастер-животновод Туркменской ССР (1966)